# The Baffler
The Baffler es una revista estadounidense de análisis cultural, político y empresarial. Fundada en 1988 por los editores Thomas Frank y Keith White, tuvo su sede en Chicago, Illinois, hasta 2010, cuando se trasladó a Cambridge, Massachusetts. En 2016, trasladó su sede a Nueva York. La primera encarnación de The Baffler tenía hasta 12 000 suscriptores.
A partir de 2016, la revista y sus colecciones de ensayos se distribuyen en librerías de Estados Unidos, Canadá y Reino Unido.

## Historia
La revista fue publicada por primera vez por Greg Lane. Su lema era «la revista que embota la vanguardia». Se hizo conocido por criticar «la cultura de negocios y el negocio de la cultura» y por haber expuesto el engaño de la lengua grunge perpetrado en The New York Times. Un artículo famoso y muy reeditado, The Problem with Music («El problema con la música») de Steve Albini, expuso el funcionamiento interno del negocio de la música durante el apogeo del indie rock.
A la revista se le atribuye haber ayudado a lanzar las carreras de varios escritores, incluido el editor fundador Thomas Frank, Ana Marie Cox y Rick Perlstein.

### Números
La revista se publicaba esporádicamente, primero una vez al año y luego un poco más a menudo, pero se ralentizó después de que la oficina de The Baffler en Chicago fuera destruida en un incendio el 25 de abril de 2001. La publicación se volvió más regular y frecuente después de su relanzamiento y traslado a Cambridge en 2011.

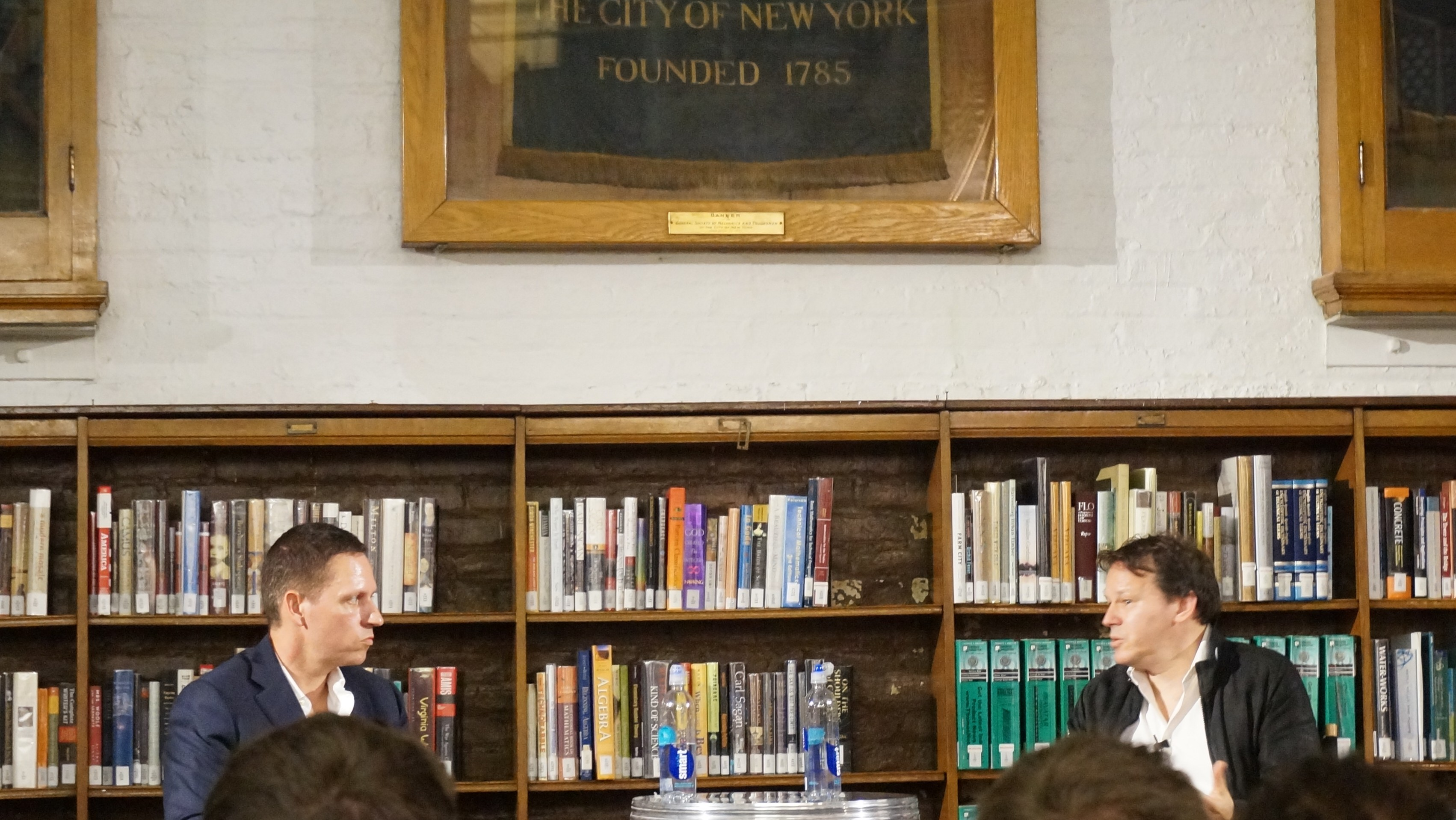
Peter Thiel y David Graeber debaten en el evento «No Future for You» organizado por The Baffler, Nueva York, 2014.

The Baffler se vende a través de muchos canales de distribución diferentes, tanto como libro como revista; Además del ISSN de la publicación, todos los números, excepto los más antiguos, tienen un ISBN individual.

### Relanzamiento y mudanza
En 2009, el editor fundador Thomas Frank decidió revivir la revista. Se relanzó con el Volumen 2, Número 1 (#18) en 2010, con un nuevo editor, editores y diseño.
En 2011, The Baffler trasladó su sede a Cambridge y John Summers asumió el cargo de editor. La revista firmó un contrato editorial con MIT Press y, tras otro rediseño, comenzó a publicarse tres veces al año. En 2014, puso fin a ese contrato e incorporó las operaciones editoriales. En 2016, la revista cambió a una programación trimestral y trasladó su sede a la ciudad de Nueva York. Summers se fue en 2016 y Chris Lehmann asumió la dirección editorial de la revista. En 2019, Lehmann partió hacia The New Republic y Jonathon Sturgeon se convirtió en editor en jefe.
The Baffler también ha organizado eventos y debates literarios con sus editores colaboradores. En 2014, Peter Thiel, cofundador de PayPal, y David Graeber, un antropólogo anarquista y editor colaborador de The Baffler, debatieron públicamente sobre el futuro de la tecnología.
En 2017, The Baffler y CTXT, una publicación online independiente española, iniciaron un acuerdo editorial colaborativo.

## Colecciones y libros
Además de la revista, The Baffler ha publicado algunas colecciones de sus ensayos y otros escritos.
- Commodify Your Dissent: Salvos from The Baffler. Editado por Thomas Frank y Matt Weiland. Norton, 1997. ISBN 0-393-31673-4
- Boob Jubilee: The Cultural Politics of the New Economy (Salvos from The Baffler). Editado por Thomas Frank y David Mulcahey. Norton, 2003. ISBN 0-393-32430-3
- Cotton Tenants: Three Families. Editado por John Summers. Casa Melville, 2012. Extractos de un manuscrito perdido sobre los agricultores arrendatarios de Alabama del escritor James Agee. ISBN 978-1612192123
- No Future For You: Salvos from The Baffler. Editado por John Summers, Chris Lehmann y Thomas Frank. MIT Press, 2014. ISBN 978-0-262-02833-2[a]

## Pódcasts
The Baffler ha presentado anteriormente los podcasts Whale Vomit, de Amber A'Lee Frost y Sam Kriss; News from Nowhere, de Corey Pein; y The Nostalgia Trap, de David Parsons.